# Wielka Loża Chile

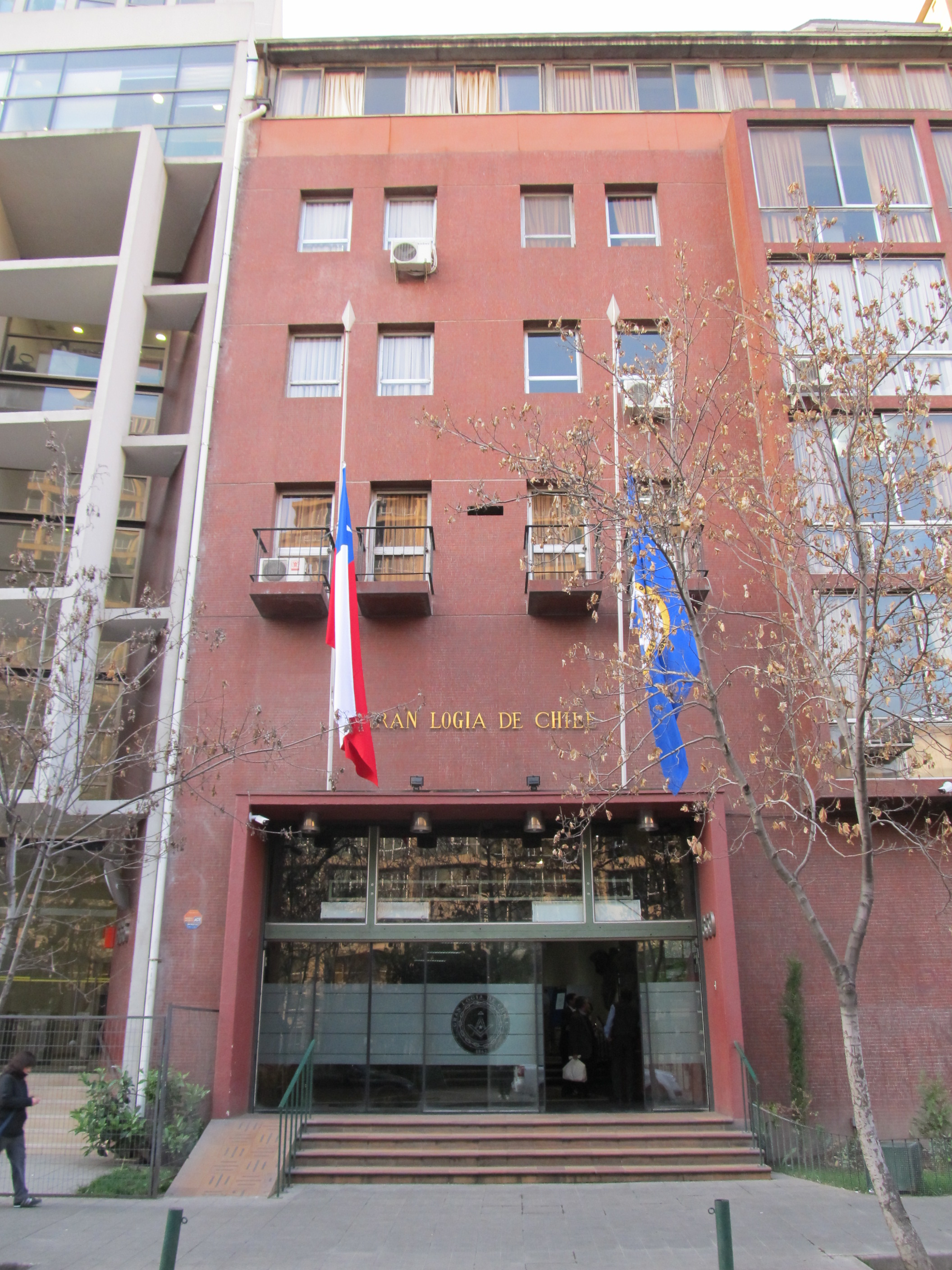
Siedziba Wielkiej Loży Chile w Santiago.

Wielka Loża Chile (hiszp. Gran Logia de Chile) – powstała 24 maja 1862 roku w Valparaiso. W 1906 jej siedziba i archiwa zostały zniszczone przez trzęsienie ziemi, wskutek czego siedzibę obediencji przeniesiono do Santiago. Została ulokowana w budynku swojej aktualnej siedziby – Klubie Republiki.
Odegrała kluczową rolę w przyjęciu w 1920 roku Ustawy o obowiązkowym wykształceniu podstawowym. W 1947 roku była członkiem założycielem Międzyamerykańskiej Konfederacji Masońskiej, a w dwa lata później doprowadziła do przyznania kobietom praw wyborczych. W 2007 roku zrzeszała 207 lóż i 15 trójkątów.

## Wielcy Mistrzowie Wielkiej Loży Chile
- Juan de Dios Gorbea (1862-1872)
- Francisco Javier Villanueva Godoy (1872-1873)
- Benicio Alamos González (1873-1875) i (1900-1902)
- Jose Miguel Fáez (1875-1877) i (1882-1884)
- José Francisco Vergara Echevers (1881-1882)
- Ramón Allende Padín (1884)
- Rafael Barazarte Oliva (1884-1886)
- Enrique Mac-Iver Rodríguez (1887-1894)
- Alejo Palma Guzmán (1894-1900)
- Buenaventura Cádiz Patiño (1902-1906)
- Víctor Guillermo Ewing Acuña (1909-1922)
- Luis Navarrete y López (1912-1922)
- Alfredo Melossi Hutchinson (1922-1924)
- Adeodato García Valenzuela (1924)
- Hector Boccardo Benvenuto (1924-1930)
- Armando Quezada Acharán (1930-1931)
- Eugenio Matte Hurtado (1931-1932)
- David Benavente Sepúlveda (1933-1935)
- Fidel Muñoz Rodríguez (1935-1937)
- Hermógenes del Canto Aguirre (1937-1944)
- René García Valenzuela (1944-1947) i (1969-1974)
- Orestes Frödden Lorenzen (1948-1953)
- Alejandro Serani Burgos(1954-1957)
- Aristóteles Berendis Sturla (1857-1968)
- Sotero del Río Gundián (1968-1969)
- Horacio González Contesse (1974-1982)
- Oscar Pereira Henríquez (1982-1990)
- Marino Pizarro Pizarro (1990-1998)
- Jorge Carvajal Muñoz (1998-2002) i (2002-2006)
- Juan José Oyarzún (2006-2010)